# Sonnac (Aveyron)
Sonnac település Franciaországban, Aveyron megyében. Lakosainak száma 517 fő (2022. január 1.). Sonnac Asprières, Capdenac-Gare, Naussac és Peyrusse-le-Roc községekkel határos.

## Népesség
A település népessége az elmúlt években az alábbi módon változott:
| Lakosok száma | 299  | 349  | 388  | 379  | 482  | 508  | 518  | 518  | 519  | 517  |
|               | 1968 | 1982 | 1999 | 2006 | 2011 | 2015 | 2017 | 2018 | 2020 | 2022 |